# Klaus Koch (Musiker)
Klaus Koch (* 2. September 1936 in Leipzig; † 7. November 2000 in Berlin) war ein deutscher Jazzmusiker. Der Bassist zählte zu den experimentierfreudigsten Musikern des DDR-Jazz und brachte dabei den Kontrabass aus seiner Rolle als Hintergrundinstrument zu einem gleichrangigen melodiösen Gestaltungswerkzeug.

## Leben und Wirken
Nach seinem Studium der klassischen Musik an der Musikhochschule Leipzig bei Konrad Siebach spielte Koch von 1962 bis 1964 beim Werner-Pfüller-Quintett, bald auch bei Michael Fritzen. Zwischen 1964 und 1966 gehörte er zum Joachim-Kühn-Trio, einer führenden Jazzformation der DDR, in deren Repertoire neben dem klassischen Jazz der freie Jazz eine immer größere Rolle einnahm. Seit 1966 war er Mitglied beim Rundfunktanzorchester Leipzig, und ab 1967 spielte der Bassist auch beim Rundfunk-Jazzensemble Studio IV. Am 13. Juni 1968 nahm er gemeinsam mit dem Jazz Ensemble Studio 4 am Montreux Jazz Festival teil. Von 1966 bis 1974 musizierte Koch auch im Friedhelm-Schönfeld-Trio, einem weiteren Wegbereiter des Free Jazz in der DDR. Daneben war er in Prag an mehreren Projekten von Václav Zahradník beteiligt.
Mit dem Saxofonisten Luten Petrowsky begann 1972 eine lange Zusammenarbeit und Freundschaft. Ab 1975 spielte Koch dann bei Synopsis. Nach der Auflösung von Synopsis gehörte Koch zum Ernst-Ludwig-Petrowsky-Trio, das zu Beginn der 1980er Jahre zum Quartett erweitert wurde, und spielte dort u. a. mit Günter Sommer, Heinz Becker und Joe Sachse. Koch zählte auch zu dem Stammmusikern der Ulrich Gumpert Workshop Bands und der Jazzwerkstatt von Hans Rempel.
Seit dieser Zeit hatte Koch bei Tourneen und Workshops gemeinsame Auftritte mit Albert Mangelsdorff, Manfred Schoof, Christian Escoudé, Trevor Watts, John Tchicai, Steve Lacy, Willem Breuker, Evan Parker, Peter Brötzmann und Paul Lytton. Mit den Bassisten Maarten Altena und Joëlle Léandre gab es Konzertauftritte als Bassduos; die Kontrabass-Triobesetzung mit Jay Oliver und Buschi Niebergall war ebenfalls zu hören. Ab Mitte der 1980er spielte Koch in Georg Gräwes Grubenklangorchester, ebenso spielte er bei KoKoKo mit Eckard Koltermann, mit Christian Muthspiel und Sainkho Namtchylak und auch gemeinsam mit Tony Oxley und Bill Dixon. In den 1990er Jahren war Koch Mitglied des Monoblue Quartets von Franz Koglmann, an dessen Album We Thought About Duke er 1994 mitwirkte.
Klaus Koch ist auf einer Vielzahl von LP- und CD-Aufnahmen zu hören.
Mit seiner Ehefrau Lola hatte er zwei Söhne, Alexander und Markus.

## Hörspiele (Musik)
- 1978: Helmut Bez: Jutta oder die Kinder von Damutz – Regie: Fritz Göhler (Hörspiel – Rundfunk der DDR)